# Scelio macrotomus
Scelio macrotomus är en stekelart som beskrevs av Jean-Jacques Kieffer 1916. Scelio macrotomus ingår i släktet Scelio och familjen Scelionidae. Inga underarter finns listade i Catalogue of Life.